# Janówka (Ciepłowody)
Janówka (deutsch Ober Johnsdorf, schlesisch Aeberjohnsdurf) ist ein Ort in der Landgemeinde Ciepłowody (Tepliwoda) im Powiat Ząbkowicki (Kreis Frankenstein) der Woiwodschaft Niederschlesien in Polen.

## Lage
Janówka liegt fünf Kilometer nordöstlich von Ciepłowody (Tepliwoda), 16 Kilometer nordöstlich von Ząbkowice Śląskie (Frankenstein) und 49 Kilometer südlich von Breslau.
Nachbarorte sind Targowica (Tarchwitz) im Südosten, Skoroszowice (Korschwitz) im Nordosten, Jakubów (Jakobsdorf) im Nordwesten, Zarzyca (Reichau) im Norden. 

## Geschichte
Der Ort wurde 1437 in einer Urkunde als „Jonsdorf“ bezeichnet. Damals gehörte es zum piastischen Herzogtum Münsterberg, das sich bereits 1336 unter Herzog Bolko II. als ein Lehen an die Krone Böhmen unterstellt hatte. Nach dem Tod des Herzogs Karl Christoph 1569, mit dem die Münsterberger Linie der Herren von Podiebrad erlosch, fiel Ober Johnsdorf zusammen mit dem Herzogtum Münsterberg als erledigtes Lehen durch Heimfall an Böhmen zurück. 
1553 gehörte Ober Johnsdorf den Brüdern Bernhard, Kaspar und Balzer von Stosch. 1601 war es im Besitz des Wenzel von Stosch, der es dem Samuel von Stosch auf Nieder Johnsdorf verkaufte. 1606 war der Grundherr Karl von Chanowsky, Amtmann des Klosters Heinrichau, 1610 Hans von Korkwitz, 1622 Christoph von Chanowsky, 1630 der fürstliche Landrechtsbeisitzer Friedrich von Rothkirch, 1649 bis 1670 dessen gleichnamiger Sohn und 1683 Joachim Friedrich von Mutschelnitz. Im 18. Jahrhundert verkaufte Karl Sigmund von Mutschelnitz Ober Johnsdorf an die Familie von Klinkowsky. 1785 gehörte es dem Friedrich August Heinrich von Klinkowsky. Mitte des 19. Jahrhunderts besaß das Gut der niederländische König Wilhelm II. Nach seinem Tode erbte es dessen Tochter Sophie, die mit Carl Alexander Großherzog von Sachsen-Weimar-Eisenach verheiratet war. 1894 besaß das Rittergut eine Fläche von 177 Hektar, davon 161 Hektar Acker, 10 Hektar Wiesen und 6 Hektar Hofraum. 1901 gelangte das Gut durch Erbschaft an Karl August von Sachsen-Weimar-Eisenach. 1902 betrug die Fläche des Gutsbezirkes 307 Hektar, davon 280 Hektar Acker, 14 Hektar Wiesen, und 13 Hektar Hofraum. 
Nach dem Ersten Schlesischen Krieg fiel Ober Johnsdorf mit dem größten Teil Schlesiens an Preußen. Die alten Verwaltungsstrukturen wurden aufgelöst und Ober Johnsdorf in den Landkreis Münsterberg eingegliedert, mit dem es bis zu seiner Auflösung 1932 verbunden blieb. Damals bestand es aus einem herrschaftlichen Vorwerk, 14 Dreschgärtnern, drei Häuslern und 90 Einwohnern. 1845 zählte das damals dem Patrimonialgericht Neobschütz (Kreis Strehlen) unterstehende Ober Johnsdorf: 26 Häuser, ein Vorwerk, 182 Einwohner (davon 20 katholisch und der Rest evangelisch), evangelische Kirche zu Reichau (Kreis Nimptsch), katholische Kirche zu Alt Heinrichau, eine Brau- und Brennerei, vier Baumwollwebstühle, zwei Höcker und einige Handwerker. Seit 1874 gehörte die Landgemeinde Ober Johnsdorf zum Amtsbezirk Tepliwoda. Nach der Auflösung des Landkreises Münsterberg 1932 wurde Ober Johnsdorf in den Landkreis Frankenstein eingegliedert. Als Folge des Zweiten Weltkriegs fiel Ober Johnsdorf mit dem größten Teil Schlesiens 1945 an Polen. Nachfolgend wurde es durch die polnische Administration in Janówka umbenannt. Die deutschen Einwohner wurden, soweit sie nicht schon vorher geflohen waren, vertrieben. Die neu angesiedelten Bewohner stammten teilweise aus Ostpolen, das an die Sowjetunion gefallen war. 

## Sehenswürdigkeiten
- Schloss Ober Johnsdorf, zweistöckiges Gebäude mit Walmdach auf langgezogenem rechteckigem Grundriss, Fassade durch Pilaster gegliedert. Reste eines Wassergrabens vom Vorgängerbau aus dem 17. Jahrhundert. Heutiger Bau aus der ersten Hälfte des 19. Jahrhunderts. Nach dem Zweiten Weltkrieg ging das unbeschädigte Anwesen 1946 in Staatseigentum über. In der zweiten Hälfte des 20. Jahrhunderts mehrmals umgebaut und erneuert, wobei die Fassadenelemente teilweise entfernt wurden. Heute als privates Mehrfamilienhaus genutzt. Umgeben von einem verwilderten Landschaftspark. Westlich führt eine von Kastanienbäumen flankierte Alle zum ehemaligen Gutshof des Anwesens.[5]